# Юнсен, Агнете
Агне́те Кристин Ю́нсен (норв. Agnete Kristin Johnsen; 4 июля 1994), более известна под своим сценическим именем Агнете (норв. Agnete) или Агги (норв. Aggie) — норвежская певица и автор песен саамского происхождения. В 2016 году представила Норвегию на «Евровидении 2016» с песней «Icebreaker».

## Биография
Агнете Юнсен родилась 4 июля 1994 года в городе Нессебю на севере Норвегии. По происхождению она является саамкой, её отец — Сигне Иверсен — известный саамский детский писатель.
В 2008 года Агнете присоединяется к детской музыкальной группе «The BlackSheeps», с которой она в этом же году побеждает на песенном конкурсе «Melodi Grand Prix Junior 2008» с песней «Oro jaska, beana», исполненной на саамском и норвежском языках. Песня стала хитом #1 в норвежском национальном чарте. В 2011 году «The BlackSheeps» участвует в национальном отборе Норвегии на Евровидение 2011 с песней «Dance Tonight» и занимает второе место.
В 2016 году Агнете участвует в национальном отборе Норвегии на Евровидение как сольная артистка с песней «Icebreaker». В финале, который состоялся 27 февраля 2016 года, певица побеждает, что даёт ей право представлять свою страну на Евровидении 2016 в Стокгольме.
Певица отмечает, что песня посвящена её подруге, которая находится в депрессии.